# الغارات الإسرائيلية على اليمن (ديسمبر 2024)
الغارات الإسرائيلية على اليمن أو كما تسمِّيها إسرائيل عملية المدينة البيضاء (بالعبرية: מבצע העיר הלבנה)، هي سلسلة غارات جوية شنَّتها إسرائيل على منشآت للطاقة وموانئ في مدينتي الحديدة والعاصمة اليمنية صنعاء فجر يوم الخميس 19 ديسمبر 2024، وتزامن ذلك مع وصول صاروخ يمني إلى تل أبيب. وأسفرت هذه الغارات عن سقوط تسعة شهداء وثلاثة جرحى على الأقل، وقالت قناة المسيرة التابعة للحوثيين أن 4 غارات استهدفت محطة كهرباء حزيز جنوبي العاصمة صنعاء، وغارتان استهدفت محطة ذهبان في الشمال وفي الحديدة تم استهداف ميناء المدينة ومنشأة رأس عيسى النفطية بست غارات، وزعم الجيش الإسرائيلي أن الغارات كانت ردًا على هجمات الحوثيين بالطائرات بدون طيار والصواريخ على إسرائيل.
في عصر يوم الخميس 26 ديسمبر 2024 شنَّت عشرات المقاتلات الإسرائيلية غارات جوية على صنعاء والحديدة من جديد، وجاء هذا الهجوم بالتزامن مع الخطاب الأسبوعي لزعيم جماعة أنصار الله اليمنية عبد الملك الحوثي.
وقصفت خلاله مطار صنعاء الدولي وميناء الحُديدة، وأعلنت جماعة أنصار الله أن الغارات الإسرائيلية على مطار صنعاء ومنشآت في الحديدة أدت إلى مقتل 6 أشخاص وإصابة 40 آخرين.

## ردود الفعل
- إسرائيل: زعم الجيش الإسرائيلي إن الضربات أصابت أهدافًا "تستخدمها قوات الحوثيين في عملياتها العسكرية.[13] وقال رئيس الوزراء الإسرائيلي بنيامين نتنياهو إن إسرائيل بضرب الحوثيين لا تحمي نفسها فحسب بل تحمي العالم بأسره من هجمات الحوثيين على طرق الشحن والتجارة الدولية،[14] بينما وشكر الرئيس إسحاق هرتسوغ قواته، قائلاً إنهم وجهوا ضربة قوية للحوثيين، الذين قال إنهم ينوون "إلحاق الأذى بإسرائيل والمنطقة بأكملها"، رقال وزير الدفاع يسرائيل كاتس من أن قادة الحوثيين سوف يكونون مستهدفين أيضًا.[15]
- الحوثيون: قال عضو المجلس السياسي الأعلى في اليمن محمد علي الحوثي أن "هجمات العدو الإسرائيلي- الأميركي على الأعيان المدنية (في اليمن) جرائم حرب إرهابية مدانة" وأكد أن «جرائم الكيان المؤقت الإسرائيلي والأميركي على اليمن تأتي استمراراً لمسلسل الإجرام في المنطقة، وأن الاعتداءات المتواصلة على اليمن لن تثني صنعاء عن القيام بواجبها الإسنادي لغزة، وأن العمليات العسكرية مستمرة».[16]

### فلسطين
- كتائب القسام: بارك الناطق العسكري لكتائب القسام “أبو عبيدة” عملية استهداف الحوثيون لتل أبيب بالقصف الصاروخية قائلاً: «إنّنا نبارك الهجوم الصاروخي الذي نفذه إخوان الصدق أنصار الله في اليمن باتجاه قلب الكيان الصهيوني»، وأدان الهجمات الإسرائيلية على اليمن، معتبرا أنها “تثبت بما لا يدع مجالاً للشك بأنه عدوٌ للأمة أجمع ما يحتم على كل مكوناتها التصدي لإجرامه ودعم صمود الفلسطينيين خط الدفاع الأول عن الأمة».[17] وأدانت حركة حماس الهجمات وقالت أنها “عدوان صهيوني إرهابي على اليمن وتصعيدٌ خطير وامتداداً للعدوان على شعبنا الفلسطيني وللعدوان على سوريا والمنطقة العربية”، وأدانت" استهدف منشآت مدنية وخدمية في العاصمة صنعاء وفي ميناء الحُديدة، غربي البلاد”.[18]

### دوليًا
- إيران: أدان المتحدث باسم الخارجية الإيرانية إسماعيل بقائي الهجوم الإسرائيلي على اليمن مؤكدًا أن ذلك "عملا عدوانيًا وانتهاكا صارخا لمبادئ وأحكام القانون الدولي وميثاق الأمم المتحدة".[19]